# Walker Motor Car Company
Walker Motor Car Company war ein US-amerikanischer Hersteller von Automobilen.

## Unternehmensgeschichte
Charles L. Walker gründete im Oktober 1905 das Unternehmen. Der Sitz war in Detroit in Michigan. Im gleichen Jahr begann die Produktion von Automobilen. Der Markenname lautete Walker. Das Unternehmen hatte von Anfang an finanzielle Probleme. Im ersten Halbjahr 1906 wurde das Unternehmen geschlossen.

## Fahrzeuge
Im Angebot stand nur das Model B. Es hatte einen Zweizylindermotor. Jeweils 101,6 mm Bohrung und Hub ergaben 1647 cm³ Hubraum. Der Motor leistete 10 PS. Die Motorleistung wurde über ein Zweigang-Planetengetriebe und eine Kardanwelle an die Hinterachse übertragen. Das Fahrgestell hatte 198 cm Radstand. Der Aufbau war ein Runabout mit Platz für zwei Personen. Die Höchstgeschwindigkeit war mit 40 km/h angegeben. Der Neupreis betrug 550 US-Dollar.